# De lift
De lift is een Nederlandse horrorfilm uit 1983, geschreven en geregisseerd door Dick Maas. Ook de filmmuziek is van Maas. Volgens Maas was het de eerste Nederlandse speelfilm die werd aangekocht voor een wereldwijde release door Warner Bros.

## Verhaal
Na een etentje in een restaurant, gevestigd op de vijftiende verdieping van een hoog gebouw, gaan enkele bezoekers met de lift naar beneden. Ze stappen lichtelijk beschonken de lift in en op het moment dat ze op weg naar de begane grond zijn slaat de bliksem in. Hierdoor valt de lift stil.
Er ontstaat niet meteen paniek, echter blijkt dat de luchtventilatie is uitgeschakeld. Als de lift weer in werking treedt, moeten de bezoekers met ernstige verstikkingsverschijnselen in het ziekenhuis worden opgenomen.
De hulp van liftmonteur Felix Adelaar wordt ingeroepen, maar hij weet niet wat er aan de hand is.
De lift maakt ondertussen meer slachtoffers. Een blinde man valt in de liftschacht zijn dood tegemoet en een nachtwaker wordt door de lift op brute wijze onthoofd. Tijdens Adelaars werk aan de lift verschijnt journaliste Mieke de Beer, die op de geruchtmakende zaak is afgekomen. Adelaar roept haar hulp in bij zijn onderzoek naar het vreemde gedrag van de lift en de twee bezoeken aan Rising Sun, de firma die de microprocessor van de lift heeft geleverd. Hij vraagt Kroon, hoofd Research & Development van Rising Sun, of er iets mis zou kunnen zijn met de chips die de lift aansturen. Kroon ontkent dit echter ten stelligste en wimpelt Adelaar en De Beer snel af. Als Adelaar de volgende dag weer op de liftfabriek verschijnt, vertelt een collega hem dat hij Adelaars werk heeft moeten overnemen en dat een schoonmaker door de lift is gedood. Wanneer Adelaar zijn chef Jongbloed hierover om opheldering vraagt, krijgt hij van de boze Jongbloed te horen dat hij, wegens het op eigen houtje op onderzoek gaan, per direct voor vier weken op ziekteverlof gestuurd wordt. Hierdoor vermoedt hij dat er kwade opzet in het spel is. Dit vermoeden blijkt gegrond: Kroon heeft Jongbloed overgehaald tot het gezamenlijk uitvoeren van een proef met experimentele biomoleculaire chips, die de lift moesten gaan aansturen. Hiertoe hebben de twee in het diepste geheim een besturingseenheid, voorzien van deze biochips, in de liftschacht geïnstalleerd. De biochips blijken echter zeer instabiel te zijn, waardoo de lift zijn moorddadige gedrag vertoond. Jongbloed, in het nauw omdat hij vreest dat hun beider complot vroeg of laat door één van zijn monteurs ontdekt zal worden, laat Kroon in paniek weten dat hij niets meer met diens experimenten te maken wil hebben.
Adelaar breekt 's nachts in in het kantoorgebouw om zelf het geheim van de lift te ontraadselen. Diep verborgen in de liftschacht ontdekt hij de besturingseenheid met de biochips. Woedend hakt hij met een schroevendraaier in op de besturingseenheid. Hierdoor slaat de lift volkomen op hol en verwondt Adelaar. Als hij probeert uit de liftschacht weg te komen ontsnapt hij ternauwernood aan de dood, geholpen door Mieke de Beer. Uiteindelijk komt Kroon binnenwandelen, trekt een pistool en lost meerdere schoten op de biochips. In een laatste stuiptrekking van de lift, grijpt deze hem met een liftkabel en hangt hem op in de liftschacht. Hierna eindigt de film.

## Rolverdeling
| Acteur                   | Personage                     |
| ------------------------ | ----------------------------- |
| Huub Stapel              | Felix Adelaar                 |
| Willeke van Ammelrooy    | Mieke de Beer                 |
| Josine van Dalsum        | Saskia Adelaar                |
| Ab Abspoel               | chef Jongbloed                |
| Isabelle Brok            | meisje bij lift               |
| Huib Broos               | man in lift                   |
| Pieter Lutz              | man in lift                   |
| Paul Gieske              | Huismeester Bos               |
| Jan Anne Drenth          | nachtportier                  |
| Kees Prins               | nachtportier                  |
| Gerard Thoolen           | nachtportier                  |
| Manfred de Graaf         | makelaar Spekkinga            |
| Ger van Groningen        | Ober                          |
| Johan Hobo               | Ober                          |
| Matthias Maat            | Ober                          |
| Hans Dagelet             | Spiekerman, collega van Felix |
| Onno Molenkamp           | Marius Vink                   |
| Peer Mascini             | professor                     |
| Ad Noyons                | Breuker                       |
| Arnica Elsendoorn        | Schoonzus                     |
| Guus Hoes                | Zwager                        |
| Emma Onrust              | dochtertje Felix en Saskia    |
| Sydney Kuyer             | zoontje Felix en Saskia       |
| Piet Römer               | Manager Ravestein             |
| Carola Gijsbers van Wijk | Maîtresse                     |
| Mariëlle Sprong          | Ravensteijns secretaresse     |
| Dick Scheffer            | Gérant                        |
| Liz Snoijink             | vrouw in de lift              |
| Wiske Sterringa          | vrouw in de lift              |
| Serge-Henri Valcke       | Kraayvanger, psychiater       |
| Siem Vroom               | inspecteur                    |
| Aat Ceelen               | rechercheur Smit              |
| Agnes Schuch             | werkster                      |
| Hans Veerman             | Baas Rising Sun Kroon         |
| Coby Timp                | receptioniste                 |
| Cor Witschge             | dagportier                    |
| Theo Pont                | verpleger                     |
| Michiel Kerbosch         | schoonmaker                   |
| Luk Van Mello            | baas                          |

## Productie

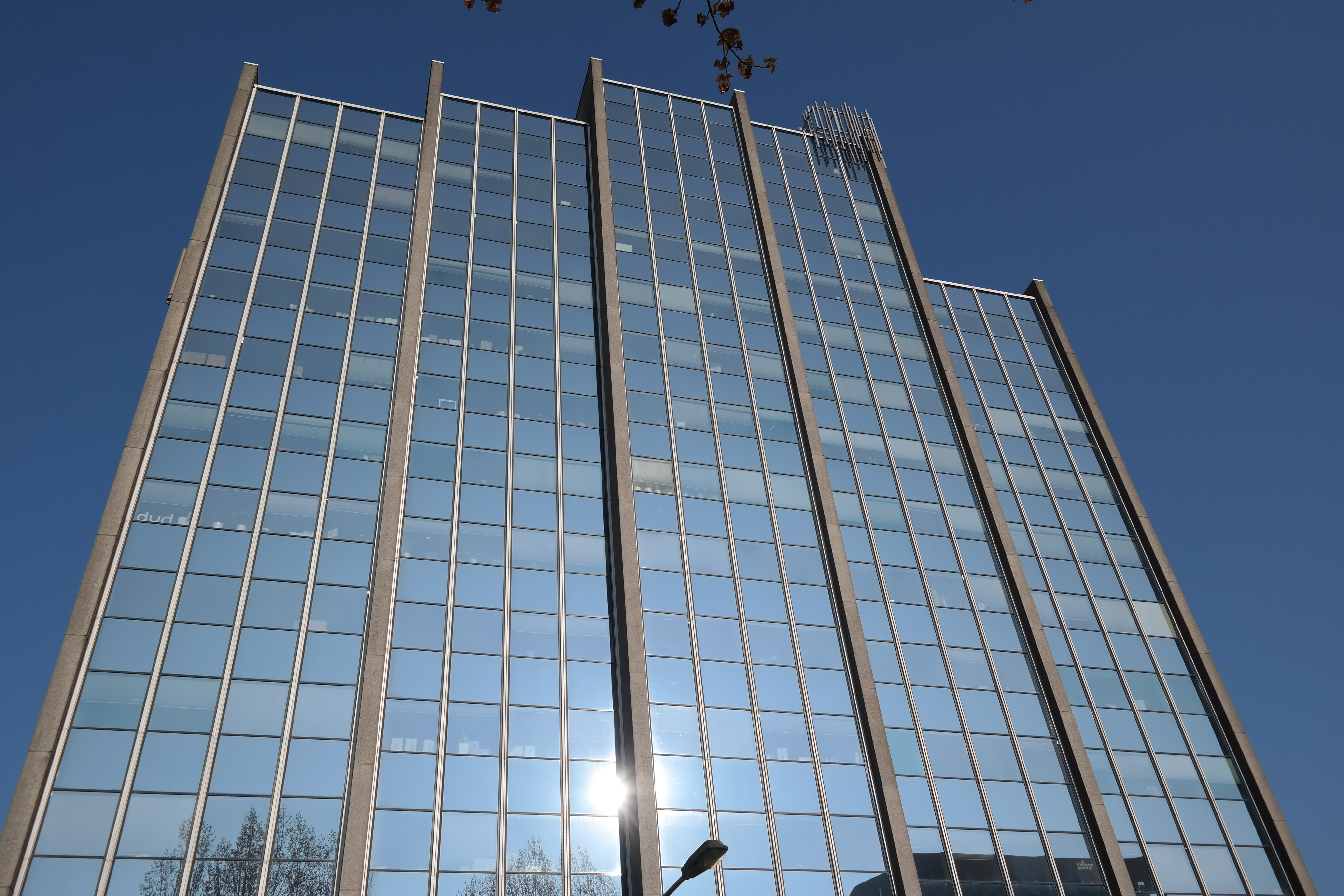
Kantoortoren Kronenstede in Amstelveen

De film is gemaakt in 32 draaidagen met een budget van ƒ 750.000. Producent Matthijs van Heijningen hield vooral de hand op de knip. Alles moest goedkoop. Om zo veel mogelijk geld te verdienen tijdens het maken van de film werden bepaalde merken expliciet in beeld gebracht, zoals Sony, Skandia en Drum.
Maas werd tijdens de draaidagen door Van Heijningen ontslagen wegens een oplopend conflict. Van Heijningen kwam op zijn beslissing terug nadat hij inzag dat hij de film niet zonder Maas kon afmaken.
Voor de opnamen van De lift was de medewerking van een liftfabrikant onontbeerlijk. Schindler Liften zag de humor van deze film wel in en verleende medewerking door tijdens de draaidagen continu twee liftmonteurs ter beschikking te stellen om de capriolen die met de liften moesten worden uitgehaald te realiseren. De opnamen met de liften werden gemaakt in het gebouw Kronenstede aan de Laan van Kronenburg gelegen in de kantoorwijk Kronenburg in Amstelveen. Alle scènes die zich afspelen in de hal voor de liftdeuren werden op één verdieping gedraaid, steeds met aanpassing van de wanden en dergelijke. Veel van de scènes, zoals de onthoofding en het gevecht met de lift, werden achterstevoren opgenomen of met verschillende snelheden om de veiligheid van de acteurs te kunnen waarborgen.
De firma waarvoor Felix Adelaar werkt, zou aanvankelijk Delta Liften heten, maar om verwarring met een bestaande firma met deze naam te vermijden, werd dit kort voor het draaien van de film veranderd in Deta Liften.

## Trivia
- In de film komen vier personages voor met de naam Kees: de dagportier (Cor Witschge), de huismeester (Paul Gieske), de zwager (Guus Hoes) en de nachtportier (Kees Prins).
- In hetzelfde jaar waarin hij De lift maakte (1983), verwerkte Maas een scène uit De lift in de door hemzelf geregisseerde videoclip When the Lady Smiles van Golden Earring uit 1984. Hierin zien we een secretaresse die wegvlucht in een lift, achternagezeten door Barry Hay. In de lift ernaast zien we op hetzelfde moment Huub Stapel als liftmonteur met een gereedschapskist uit de lift stappen en verbaasd opzij kijken.
- Maas componeerde de filmmuziek op Roland Juno-6- en Roland Jupiter-8-synthesizers.
- In 2017 is de film volledig gerestaureerd en is ook het geluid naar DTS 5.1 opgewaardeerd, beide onder supervisie van regisseur Dick Maas en editor Hans van Dongen en in eerste instantie uitgebracht op blu-ray regiocode 1 in de VS en Canada door Blue Underground met een nieuw interview met acteur Huub Stapel. Inmiddels is de blu-ray versie ook in Nederland en België leverbaar in regiocode 2.